# The 2nd Law
The 2nd Law (укр. Другий закон) — на честь другого закону термодинаміки) — шостий студійний альбом британського рок-гурту Muse. Дата випуску — 1 жовтня 2012 року.
 Восени 2012-го розпочалося світове турне «The 2nd Law World Tour» у підтримку альбому, яке завершилось аж у квітні 2014 року. А виступ у Римі було зафільмовано та створено концертний альбом і відео під назвою «Live at Rome Olympic Stadium».
В 2013 році отримали одразу дві номінації на премію Греммі: «Найкращий рок-альбом» та за другий сингл з нього «Найкраща рок-пісня».. А у 2014 році п'ятий сингл, пісня «Panic Station», був номінований на премію Греммі у номінації «Найкраща рок-пісня» (англ. Best Rock Song).

## Про альбом
У травні 2011 колектив заявив про наміри випустити новий альбом в 2012 році, зазначивши, що Белламі вже демонстрував Говарду і Волстенхолму перші ідеї пісень.. В інтерв'ю для радіо BBC Radio 1 бас-гітарист повідомив, що група збирається почати запис нового альбому у вересні 2011-го.. Також вони стверджують, що новий альбом буде не схожий на попередні п'ять, «це буде щось новеньке». Наприкінці лютого на своїй офіційній сторінці в Твіттері, група виклала фотографію з запису нового альбому і підтвердила, що запис нової студійної платівки йде за планом і його вихід очікується восени.. 

6 червня 2012 року на офіційному каналі YouTube з'явився трейлер шостого альбому, а в кінці червня стало відомо про те, що офіційним гімном літніх Олімпійських ігор у Лондоні стане композиція «Survival», взята з нового альбому. . Пісня стала головною темою і для міжнародних телевізійних заставок Олімпійських ігор. Крім того, композиції «The 2nd Law: Isolated System» і «Follow Me» увійшли в саундтрек фільму Світова війна Z
Також було оголошено про концертний тур в підтримку The 2nd Law.Цей тур пройшов у 2012—2013 роках під назвою «The 2nd Law World Tour».
10 серпня на офіційному каналі в YouTube був викладений відеоряд на пісню «The 2nd Law: Unsustainable». Кліп «The 2nd Law: Isolated System» був анонсований 2 жовтня.

## Про обкладинку
Обкладинка альбому є зображенням нейронної мережі головного мозку людини в процесі обробки інформації, отриманим в рамках проекту «Конектома Людини».
Читачі популярного мережевого видання Gigwise визнали обкладинку The 2nd Law найкращою в 2012 році.
Також вона була номінована на премію «Найкраща обкладинка вінілової платівки» (англ. Best Art Vinyl).

## Список композицій
Автор слів Метью Белламі, крім «Save Me» і «Liquid State», які написані і виконані  Крісом Волстенголмом, автор музики Muse. 
| CD, LP | CD, LP                         | CD, LP                           | CD, LP     |
| #      | Назва                          | Переклад                         | Тривалість |
| ------ | ------------------------------ | -------------------------------- | ---------- |
| 1.     | «Supremacy»                    | Перевага                         | 4:55       |
| 2.     | «Madness»                      | Божевілля                        | 4:39       |
| 3.     | «Panic Station»                | Станція паніки                   | 3:03       |
| 4.     | «Prelude»                      | Прелюдія                         | 1:03       |
| 5.     | «Survival»                     | Виживання                        | 4:17       |
| 6.     | «Follow Me»                    | Слідуй за мною                   | 3:51       |
| 7.     | «Animals»                      | Тварини                          | 4:23       |
| 8.     | «Explorers»                    | Дослідники                       | 5:48       |
| 9.     | «Big Freeze»                   | Сильний мороз                    | 4:41       |
| 10.    | «Save Me»                      | Врятуй мене                      | 5:09       |
| 11.    | «Liquid State»                 | Рідкий стан                      | 3:03       |
| 12.    | «The 2nd Law: Unsustainable»   | Другий закон: Нестабільний       | 3:48       |
| 13.    | «The 2nd Law: Isolated System» | Другий закон: Ізольована система | 4:59       |
| 53:39  |                                |                                  |            |

| DVD | DVD                                 | DVD        |
| #   | Назва                               | Тривалість |
| --- | ----------------------------------- | ---------- |
| 14. | «The Making of The 2nd Law» (відео) |            |
| 15. | «Bonus Feature» (відео)             |            |

## Учасники запису
Muse
- Метью Белламі — вокал, електрогітара, клавішні, синтезатор, оркестрове аранжування, продюсування, додаткове зведення пісні «Follow Me»
- Кріс Волстенголм — бас-гітара, бек-вокал, вокал (10, 11), синтезатор, продюсер
- Домінік Говард — барабани, перкусія, синтезатор, продюсер

Персонал
| - Томмазо Колліва — додаткове продюсування, звукорежисування, зведення композиції «Prelude» - Едріан Башбі — додаткове продюсування, звукорежисування - Пол Рів — продюсування вокалу в піснях «Save Me» і «Liquid State» - Nero — додаткове продюсування і зведення пісні «Follow Me» - Кріс Лорд-Елджі — зведення пісень «Supremacy», «Survival», «Animals», «Big Freeze» і «The 2nd Law: Unsustainable» - Марк Стент — зведення пісень «Madness», «Explorers» і «Save Me» - Річ Кістки — зведення пісень «Panic Station», «Liquid State» і «The 2nd Law: Isolated System» |  | - Алессандро Кортіна — додаткове звукорежисування - Брендан Декору — асистент звукорежисера - Ольга Фіцрой — асистент звукорежисера - Шон Оуклі — асистент звукорежисера - Том Бейлі — асистент звукорежисера - Тед Дженсен — мастеринг - Девід Кемпбелл — диригент оркестру - Тревіс Шинн — фотографії до буклету |

## Чарти та сертифікація

### Сертифікації
| Країна          | Провайдер        | Сертификація |
| --------------- | ---------------- | ------------ |
| Бельгія         | BEA              | Золота       |
| Велика Британія | BPI              | Платинова    |
| Угорщина        | Mahasz           | Платинова    |
| Ірландія        | IRMA             | Золота       |
| Італія          | FIMI             | Платинова    |
| Канада          | Music Canada     | Золота       |
| Мексика         | AMPROFON         | Золота       |
| Нова Зеландія   | RIANZ            | Золота       |
| Польща          | ZPAV             | Золота       |
| Франція         | SNEP             | 3×Платинова  |
| Швейцарія       | IFPI (Швейцарія) | Золота       |